# 東遊
東遊（あずまあそび）は、雅楽の国風歌舞に類される長大な組曲である。

## 概要
演奏時間に30分程度を要する、かなり長い組曲であり、東国起源の風俗歌（大和地方の倭歌（やまとうた）に対応する）にあわせて舞う。舞人は6人あるいは4人、歌方は拍子、和琴、琴持、東遊笛（中管）、篳篥、付歌で奏する。ただし、現代においては宮内庁式部職楽部を除いて東遊笛の代わりに高麗笛が用いられることがほとんどである。もっぱら神事舞として奏し、明治時代以後は宮中では4月3日の神武天皇祭、春・秋の皇霊祭、その他春日、賀茂、大宮氷川など一部神社でもちいられている。起源伝承としては、安閑天皇の治世、駿河国（いまの静岡県）の宇土浜に天女が降って舞った舞を模したという伝承がのこる。『続日本紀』天平宝字7年（763年）1月17日条の「作（二）唐、吐羅、林邑、東国、隼人等楽（一）」（（一）（二）は返り点）とある「東国楽」が東遊の萌芽であるともいう。「東遊」の文献初出は、『日本紀略』天慶5年（942年）6月21日の条に「奉（二）東遊走馬十列於祇園社（一）」（（一）（二）は返り点）である。駿河舞と求子歌の2曲舞うことを「諸舞」（もろまい）、駿河舞のみを舞う形式を「片舞」（かたまい）と呼称する。

## 歴史
平安時代には、舞曲は近衛の官人が仕えるのを例として、細纓冠緌にサクラを冠の右側に挿し、袍は小忌衣、太刀を帯びた舞人6人ないし10人、歌人4人（笏拍子、狛笛・篳篥・和琴それぞれ1人）で奏し、舞楽を奏するときは、右4人舞ないし6人舞である。舞人は駿河歌二段から舞い、加太於呂志で袍の右肩を脱ぎ、求子舞を舞う。楽人は陪従（へいじゅう）といい、同様の装束である。『枕草子』に「舞は駿河舞、求子いとをかし」とあるが、舞人はあるいは向かい合わせ、あるいは背中合わせに環をなし、
袖をひるがえしてゆるやかに舞う。
催馬楽よりもふるく、もと東国でおこなわれたものであるが、外来楽の隆盛とともに都にはいった。
すでに絶滅傾向にあった貞観3年（861年）3月14日に東大寺大仏供養のとき、唐楽、高麗楽、林邑楽とともに東遊がおこなわれたことは注目される（『続日本紀』「次近衛壮歯者廿人東舞」）。寛平元年（889年）11月から賀茂祭で東遊がおこなわれ、東国の民間歌舞が都の祭祀の歌舞となったことになる。天慶5年（942年）4月、石清水の臨幸祭がはじめられたとき、東遊がおこなわれた。また、一条天皇（在位：寛和2年（986年） - 寛弘8年（1011年））が神楽が散逸するのを心配して保存につくしたとき、東遊も5曲制定された。それが今につたわる一歌、二歌、駿河歌、求子歌および加太於呂之（大広歌とも）の5曲であるといわれるが、天治本の古譜には延喜20年（921年）11月10日勅定のことがみえる。歌詞の伝世が少ないのは東遊が祭祀に採用されたため、元来の歌い方が失われたからだという見解もある。宮廷ではこののち一時とだえていたが、江戸時代に再興され、修正が加えられた。明治維新ののちは神武天皇祭、春秋の皇霊祭の日に雅楽部員が皇霊殿の前で奏している。

## 内容
曲全体は、一歌（いちうた）、二歌（にうた）、駿河歌（するがうた）、求子歌（もとめごのうた）および大比礼歌（おおひれのうた）の5部構成である。各部は主唱者（「句頭」くとう）の独唱から始まり、残りの歌い手（「付うた」つけうた。現行2人）も加わって斉唱になる。用いられる楽器は、句頭が笏拍子を打って拍節を示し、篳篥、高麗笛および和琴（各1人）であり、立奏であるから和琴の琴持（こともち）2人もいる。歌には伴奏または歌唱による前奏または間奏が入る。
曲の拍子は拍節的なもの（「揚拍子」あげびょうし））と非拍節的なもの（「静拍子」しずひょうし）とがある。駿河歌の揚拍子（「駿河舞」）と求子歌（「求子舞」）には、舞が伴う。
演奏の段落と「歌詞」

1. 狛調子（こまぢょうし）（楽器:笛、篳篥、和琴）（リズム:非拍節的）
 
2. 阿波礼（あはれ）（歌:斉唱）（楽器:和琴、笏拍子）（リズム:非拍節的）
 
　　「天晴（あはれ）　お　お　お　お」
 
3. 音出（こわだし）（楽器:笛、篳篥）（リズム:非拍節的）
 
4. 於振（おぶり）（歌:斉唱）（楽器:和琴、笏拍子）（リズム:非拍節的）

5. 一歌（いちうた）（歌:独唱、斉唱）（楽器:和琴、笏拍子、笛、篳篥）（リズム:非拍節的）
 
　　「はれな　手を調へろな　歌　調へむな　相模（さがむ）の嶺」
 
6. 於振（おぶり）（歌:斉唱）（楽器:和琴、笏拍子）（リズム:非拍節的）

7. 二歌（にうた）（歌:独唱、斉唱）（楽器:和琴、笏拍子、笛、篳篥）（リズム:非拍節的）
 
　　「え　我が背子が　今朝の言伝えは　天晴
　　七つ絃（を）の　八つ絃の琴を　調べたること
 
　　　や　なほ懸山の桂の木や　お　お　お　お」
 
8. 於振（おぶり）（歌:斉唱）（楽器:和琴、笏拍子）（リズム:非拍節的）

9. 駿河歌歌出（するがうたのうただし）（楽器:笛、篳篥）（リズム:非拍節的）
 
10. 駿河歌一段（するがうたのいちだん）（歌:独唱、斉唱）（楽器:和琴、笏拍子、笛、篳篥）（リズム:非拍節的）
 
　　「や　宇渡浜（うとはま）に　駿河なる宇渡浜に
　　　打ち寄する波は　七種（ななぐさ）の妹（いも）　言こそ佳し」
 
11. 駿河歌二段（するがうたのにだん）（歌:斉唱）（舞:あり）（楽器:和琴、笏拍子、笛、篳篥）（リズム:拍節的）
 
　　「言こそ佳し　七種の妹は　言こそ佳し
　　逢える時　いささは寝なんや　七種の妹　言こそ佳し」
 
12. 加多於呂志（かたおろし）（舞:所作のみ）（楽器:笛、篳篥）（リズム:非拍節的）
 
13. 阿波礼（あはれ）（歌:斉唱）（楽器:和琴、笏拍子）（リズム:非拍節的）
 
　　「天晴」
 
14. 求子歌出（もとめごのうただし）（歌:独唱、斉唱）（楽器:笛、篳篥）（リズム:非拍節的）
 
15. 求子歌（もとめごのうた）（歌:独唱、斉唱）（舞:あり）（楽器:和琴、笏拍子、笛、篳篥）（リズム:拍節的）
 
　　「千早振る　神の御前の　姫小松
　　あはれれん　れれんやれれんや　れれんやれん　可憐（あはれ）の姫小松」
 
16. 大比礼歌出（おおびれのうただし）（楽器:笛、篳篥）（リズム:非拍節的）
 
17. 大比礼歌（おおびれのうた）（歌:独唱、斉唱）（楽器:和琴、笏拍子、笛、篳篥）（リズム:拍節的）
 
　　「大比礼や　小比礼の山　はや寄りてこそ」